# Milton Reid
Milton Rutherford Reid (* 29. April 1917 in Indien; † 1987) war ein Schauspieler und Ringer. Er wirkte in einigen James-Bond-Filmen in kleineren Rollen mit.

## Leben und Werk
Reid startete seine Karriere als Ringer und feierte beim Wrestling als „The Mighty Chung“ Erfolge. Mit etwa 20 Jahren begann Reid eine Filmkarriere. Seine erste erwähnenswerte Rolle erhielt er in der Serie Ivanhoe, in der später auch Roger Moore mitspielte. Reid hielt sich als Darsteller in der Filmbranche, da er durch seine einerseits bedrohliche Ausstrahlung, anderseits durch seine verklärten Blicke immer wieder die Idealbesetzung für seltsame Figuren war.
Er spielte unter anderem in Der Dämon mit blutigen Händen, Fähre nach Hongkong, Unser Mann in Havanna, Der Terror der Tongs. Im Bond-Film James Bond – 007 jagt Dr. No spielte er einen Handlanger auf Crab Key. Als im Film Goldfinger die Rolle des Oddjob zu besetzen war, bewarb Reid sich ein zweites Mal für einen Bond-Film, doch Ringer- und Schauspielkollege Harold Sakata bekam die Rolle. Seine nächste Rolle in einem Bond-Film erhielt Reid 1967 in Casino Royale.
Danach trat Reid in anderen Filmen gemeinsam mit vielen anderen Bond-Veteranen auf. Er spielte neben Diana Rigg und Telly Savalas in Mörder GmbH und war in Die Rückkehr des Dr. Phibes zu sehen, in der auch Caroline Munro mitwirkt. Weitere Film mit Reid waren Der rosarote Panther kehrt zurück, Caprona – Das vergessene Land und No. 1 of the Secret Service. Mit Der Spion, der mich liebte brachte sich Reid den Bond-Kinobesuchern wieder in Erinnerung: Er spielte Sandor, den Handlanger des Beißers. So lagen zwischen dem ersten und letzten Auftritt in einem Bond-Film 15 Jahre.

## Filmografie (Auswahl)
- 1958: The Camp on Blood Island
- 1958: Der Dämon mit den blutigen Händen (Blood of the Vampire)
- 1958: Undercover Girl
- 1959: Fähre nach Hongkong (Ferry to Hong Kong)
- 1960: Dschungel der 1000 Gefahren (Swiss Famiy Robinson)
- 1961: Aladins Abenteuer (Le meraviglie di Aladino)
- 1961–1962: Sir Francis Drake (Fernsehserie, 26 Folgen)
- 1961: Terror der Tongs (The Terror of the Tongs)
- 1962: Die Bande des Captain Clegg (Captain Clegg)
- 1962: James Bond – 007 jagt Dr. No (Dr. No)
- 1963: 55 Tage in Peking (55 Days at Peking)
- 1963: Panic
- 1963: Die Zerstörung von Rom (Il crollo di Roma)
- 1964: Spartacus und die 10 Gladiatoren (Gli invincibili dieci gladiatori)
- 1965: Die Chance ist gleich Null (Agente Z-55, Misión Hong-Kong')
- 1967: Casino Royale (Casino Royale)
- 1967: Heiße Katzen (Deadlier Than the Male)
- 1969: Mörder GmbH (The Assassination Bureau)
- 1970: Adsiz cengaver ve Sultan Gelin / Farzand-e Shamshir
- 1970: Heinrichs Bettgeschichten oder Wie der Knoblauch nach England kam (Carry On Henry)
- 1971: In den Krallen des Hexenjägers (The Blood on Satan’s Claw)
- 1971: Die Steppenreiter (The Horsemen)
- 1972: Die Rückkehr des Dr. Phibes (Dr. Phibes Rises Again)
- 1975: Der rosarote Panther kehrt zurück (The Return of the Pink Panther)
- 1975: Caprona – Das vergessene Land (The Land That Time Forgot)
- 1977: Der Spion, der mich liebte (The Spy Who Loved Me)
- 1977: Caprona – Die Rückkehr der Dinosaurier (The People That Time Forgot)
- 1979: Im Bann des Kalifen (Arabian Adventure)